# لواساوات
اللواساوات (الاسم العلمي: Loasoideae) هي أسرة من النباتات تتبع الفصيلة اللواسية من رتبة القرانيات.

## قبائل اللواساوات
- اللواساوية
  - اللواسة